# Requiem (Reger)
Pour les articles homonymes, voir Requiem (homonymie).

Le Requiem, Op.144b, aussi connu sous le nom Hebbel Requiem, est une composition de Max Reger. Les paroles sont tirées du poème Requiem de Friedrich Hebbel. Reger le compose en 1915 pour alto (ou baryton) solo, chœur et orchestre. C'est la dernière œuvre avec orchestre du compositeur.
Reger avait écrit en 1912 un requiem pour chœur d'homme sur les mêmes paroles comme partie finale de son Op.83, et il avait commencé à écrire un arrangement du requiem latin en 1914, requiem dont il reste un fragment et auquel sera assigné plus tard le nom Lateinisches Requiem, Op.145a.

## Histoire
Brahms avait ouvert la voix avec Ein deutsches Requiem en composant un requiem non liturgique et non en Latin. Le requiem Op.144b de Reger n'est également pas en latin mais en allemand, sur un poème de Friedrich Hebbel, commençant par : Seele, vergiß sie nicht, Seele, vergiß nicht die Toten (A âme, ne les oublie pas, o âme, n'oublie pas les morts),,. Peter Cornelius avait composé un motet requiem sur ces paroles pour un chœur en six parties en 1863 pour la mort de l’écrivain.
Reger écrit le premier arrangement du poème en 1912 à Meiningen, où il travaillait depuis 1911 comme Hofkapellmeister du Duc Georges II de Saxe-Meiningen-Hildburghausen. Intitulé Requiem, c'était la dernière partie de Zehn Lieder für Männerchor (Dix chants pour voix d'hommes), Op.83. En 1914, après le début de la Première Guerre mondiale, il commence à composer un arrangement du Requiem latin qu'il désire dédier aux soldats morts durant la guerre. L’œuvre n’est pas terminée, seuls sont composés un Kyrie et une partie du Dies iræ. Le Kyrie recevra plus tard le nom Lateinisches Requiem, Op.145a et sera créé par le chef d'orchestre Fritz Stein (de), ami et biographe de Reger, à Berlin en 1938.

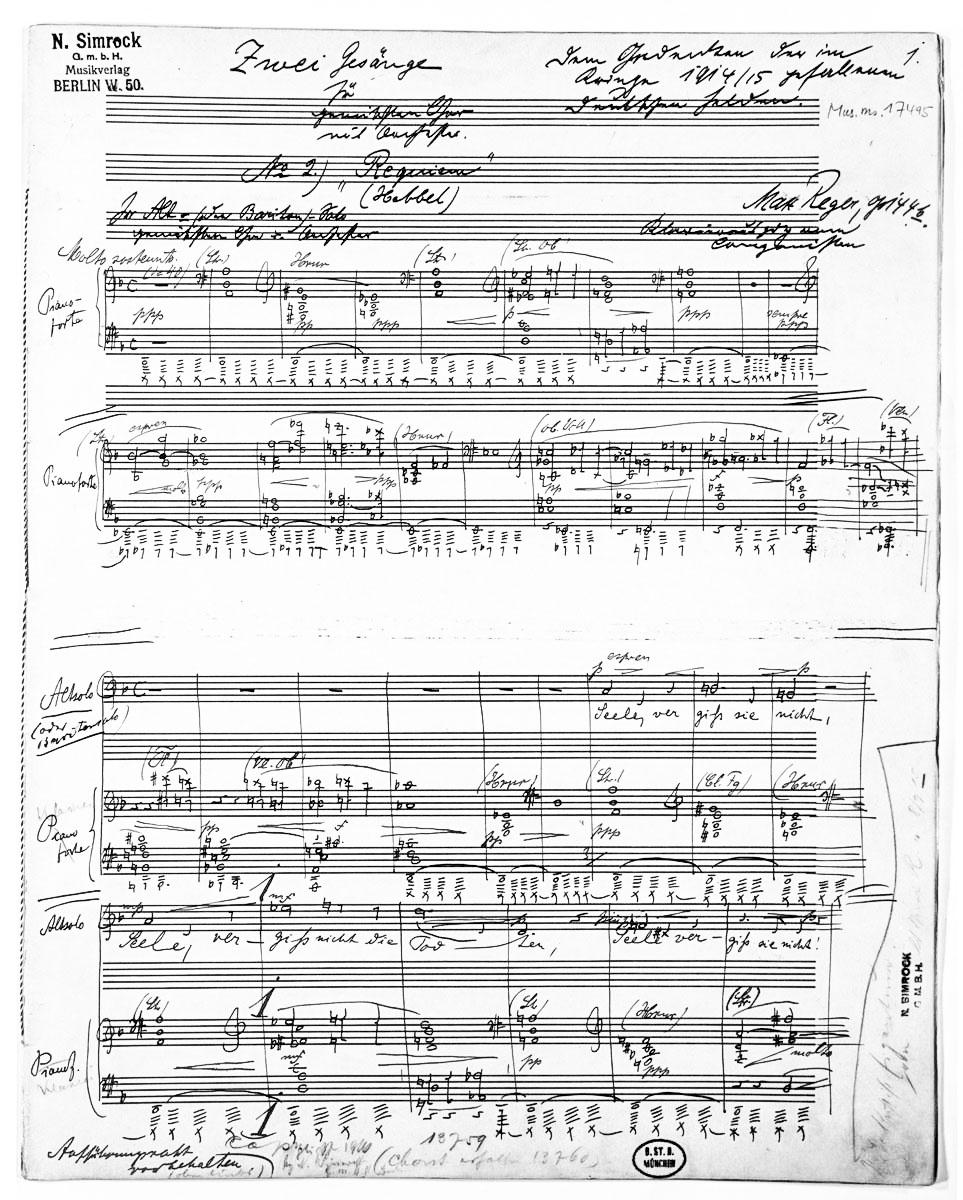
Zwei Gesänge für gemischten Chor mit Orchester, première page du Requiem Nr.2

En 1915, un an avant sa mort, Reger déménage à Iéna et compose sur le poème une nouvelle fois, pour voix seule (alto ou baryton), chœur et orchestre. Le Requiem, Op.144b, est combiné avec Der Einsiedler (L’Hermite), Op.144a, sur des paroles Zwei Gesänge für gemischten Chor mit Orchester (Deux chants pour chœur mixte et orchestre), Op.144, de Joseph von Eichendorff. Il écrit une dédicace dans l’autographe du requiem : « Dem Andenken der im Kriege gefallenen deutschen Helden » (À la mémoire des héros allemands qui sont tombés durant la Grande Guerre),,.
Le Requiem est créé le 16 juillet 1916, après la mort du compositeur. L’œuvre est publiée pour la première fois par Fritz Simrock en 1916 puis en 1928 chez Peters. La représentation dure environ 18 minutes.

## Poème
Le titre du poème d'Hebbel Requiem fait référence à Requiem aeternam, repose en paix, le début de la Messe des morts. Hebbel écrit en effet sur le repos des morts, mais d'une façon différente. Dans les premières lignes Seele, vergiß sie nicht, Seele, vergiß nicht die Toten (Ô âme, ne les oublie pas, ô âme n'oublie pas les morts), le narrateur demande à sa propre âme de ne pas oublier les morts. Cette demande à l'âme rappelle certains psaumes, comme le Psaume 103, Mon âme, bénis l’Éternel !. Les lignes d'ouverture sont répétées au milieu du poème et aussi à la fin. La première partie décrit les morts comme planant autour de nous, frémissants, abandonnés (Sieh, sie umschweben dich, schauernd, verlassen) et les imagines nourris d'amour, jouissant une dernière fois de l'éclat final de la vie. La seconde partie dépeint ce qu'il arrivera si on les oublie : raidissant d'abord, puis saisis par la tempête de la nuit à travers un désert sans fin plein d'une bataille pour le renouvellement des êtres.

## Musique
L’œuvre de Reger est en un seul mouvement, suivant principalement la structure du poème mais avec quelques variations, donnant la structure suivante :
A Seele, vergiß sie nicht
B Sieh, sie umschweben dich
C und in den heiligen Gluten
A' Seele, vergiß sie nicht
B' Sieh, sie umschweben dich
D und wenn du dich erkaltend ihnen verschließest
E Dann ergreift sie der Sturm der Nacht
A'' Seele, vergiß sie nicht
Ce requiem est en ré mineur, comme celui de Mozart. Le chiffrage est  4/4, le tempo est molto sostenuto, conservé à part quelques légers changements stringendo et ritardando jusqu'à la partie E, la plus dramatique, marquée Più mosso puis allegro, pour revenir au tempo initial à la fin.